# Црква Светог великомученика Георгија у Темишвару
Црква Светог великомученика Георгија (рум. Biserica sârbească „Sf. Gheorghe”) је српска православна црква у насељу Фабрика у Темишвару у Румунији. Смештена на Трајановом тргу, једна је од три српске православне цркве у граду, заједно са Српском саборном црквом на Тргу уједињења и црквом Преноса моштију Светог оца Николаја у кварту Мехала. 
Црква је грађена између 1745. и 1755. године, у барокном стилу. Иконостас цркве дизајнирао је 1764. године сликар Никола Нешковић.